# 옐리스타

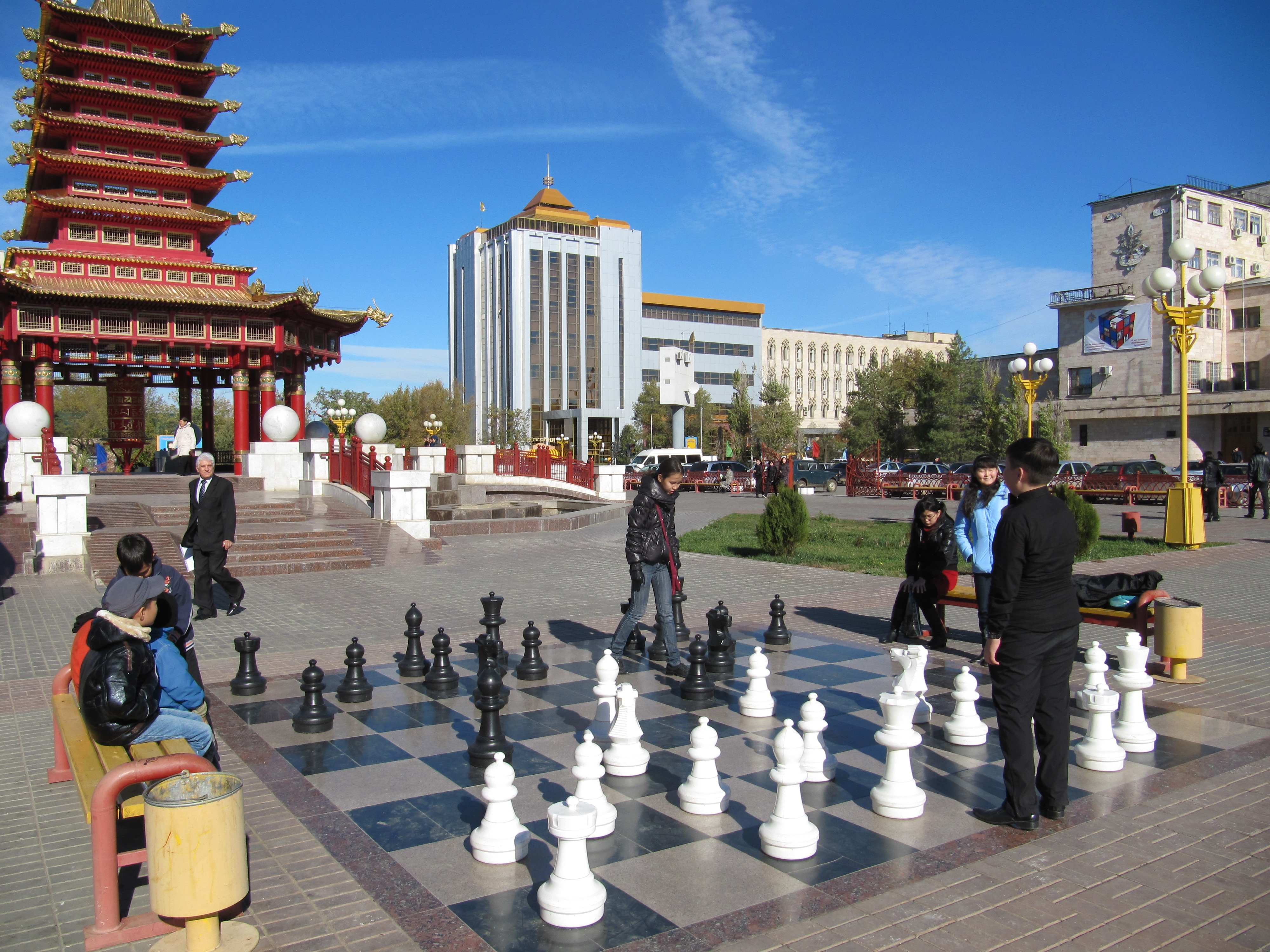

옐리스타(러시아어: Элиста́, 오이라트어: Элст 옐스트, 문화어: 엘리스따)는 러시아에 속하는 칼미키야 공화국의 수도이다. 인구는 104,300명(2002년)이다. 현재 옐리스타의 인구는 103, 300만 명(2005년)이다. 이 중 남자가 45,3%, 여자가 54,7%를 차지한다.

## 역사
1865년에 건설되었다. 20세기부터 옐리스타는 아스트라한 현 체르노야르스코고 읍(Черноярского уезд) 마니치스코고 울루스(Манычского улус)의 중심지로 발전했다. 1918년 2월에 소비에트 정권이 수립되었다. 1930년부터 도시로 등록되었다.
제2차 세계 대전에 옐리스타는 잠시 독일군에 의해 점령당했다. 1942년 12월 31일, 독일군에 점령되었다가 다시 소련군이 재탈환했다. 1944년에 칼미크족들은 스탈린에 의해 이 도시에서 추방당하고 카자흐스탄이나 시베리아로 강제 이주당했다. 그리고 러시아인들이 대거 이 도시로 들어왔다. 이때 도시 이름은 옐리스타에서 스테프노이(러시아어: Степной)로 바뀌었다. 1957년에 칼미크족들은 이 도시로 돌아오는 것이 허용되었다. 그리고 스테프노이에서 옐리스타로 환원되었다.

## 교통
조그만 공항이 위치해 있다. 그리고 로스토프나도누와는 철도로 연결되어 있다. 매일 볼고그라드(6시간)와 모스크바(18시간)에서 버스가 온다.

## 기후
| Elista의 기후                                                              | Elista의 기후 | Elista의 기후 | Elista의 기후 | Elista의 기후 | Elista의 기후 | Elista의 기후 | Elista의 기후 | Elista의 기후 | Elista의 기후 | Elista의 기후 | Elista의 기후 | Elista의 기후 | Elista의 기후 |
| 월                                                                         | 1월           | 2월           | 3월           | 4월           | 5월           | 6월           | 7월           | 8월           | 9월           | 10월          | 11월          | 12월          | 연간          |
| -------------------------------------------------------------------------- | ------------- | ------------- | ------------- | ------------- | ------------- | ------------- | ------------- | ------------- | ------------- | ------------- | ------------- | ------------- | ------------- |
| 역대 최고 기온 °C (°F)                                                     | 13.8 (56.8)   | 17.6 (63.7)   | 22.1 (71.8)   | 32.1 (89.8)   | 35.3 (95.5)   | 39.4 (102.9)  | 41.7 (107.1)  | 42.9 (109.2)  | 36.5 (97.7)   | 29.0 (84.2)   | 23.5 (74.3)   | 18.1 (64.6)   | 42.9 (109.2)  |
| 일평균 최고 기온 °C (°F)                                                   | −2.9 (26.8)   | −2.0 (28.4)   | 4.7 (40.5)    | 16.4 (61.5)   | 23.6 (74.5)   | 28.1 (82.6)   | 30.9 (87.6)   | 29.6 (85.3)   | 23.5 (74.3)   | 14.3 (57.7)   | 6.3 (43.3)    | 0.5 (32.9)    | 14.4 (58.0)   |
| 일일 평균 기온 °C (°F)                                                     | −6.1 (21.0)   | −5.7 (21.7)   | 0.4 (32.7)    | 10.3 (50.5)   | 17.1 (62.8)   | 21.7 (71.1)   | 24.5 (76.1)   | 22.9 (73.2)   | 17.0 (62.6)   | 8.7 (47.7)    | 2.9 (37.2)    | −2.1 (28.2)   | 9.3 (48.7)    |
| 일평균 최저 기온 °C (°F)                                                   | −8.8 (16.2)   | −8.4 (16.9)   | −2.8 (27.0)   | 5.1 (41.2)    | 11.2 (52.2)   | 15.7 (60.3)   | 18.3 (64.9)   | 16.7 (62.1)   | 11.7 (53.1)   | 4.6 (40.3)    | 0.2 (32.4)    | −4.4 (24.1)   | 4.9 (40.9)    |
| 역대 최저 기온 °C (°F)                                                     | −34.0 (−29.2) | −32.0 (−25.6) | −27.2 (−17.0) | −11.2 (11.8)  | −1.3 (29.7)   | 3.3 (37.9)    | 7.8 (46.0)    | 4.6 (40.3)    | −3.2 (26.2)   | −14.7 (5.5)   | −27.7 (−17.9) | −30.2 (−22.4) | −34.0 (−29.2) |
| 평균 강수량 mm (인치)                                                      | 25 (1.0)      | 18 (0.7)      | 17 (0.7)      | 22 (0.9)      | 37 (1.5)      | 50 (2.0)      | 40 (1.6)      | 31 (1.2)      | 29 (1.1)      | 23 (0.9)      | 28 (1.1)      | 29 (1.1)      | 349 (13.8)    |
| 평균 강수일수                                                              | 6             | 5             | 5             | 4             | 5             | 6             | 5             | 4             | 4             | 4             | 6             | 8             | 62            |
| 평균 월간 일조시간                                                         | 71            | 88            | 131           | 201           | 277           | 300           | 326           | 299           | 237           | 167           | 71            | 42            | 2,210         |
| 출처 1: World Meteorological Organization (UN) Thermo Karelia.ru(extremes) |               |               |               |               |               |               |               |               |               |               |               |               |               |
| 출처 2: NOAA (sun, 1961–1990)                                              |               |               |               |               |               |               |               |               |               |               |               |               |               |

## 기타
4년에 걸쳐서 건설된 옐리스타 최대의 불교 사원 샤큐슨슈메(오이라트어: Сякюсн-Сюме)가 1996년 10월 5일에 완공되었다. 칼미크 국립대학교, 공학 대학교, 의과 대학교 등 고등 교육 기관이 위치해 있다.